# Conservatoire botanique national de Mascarin
 (avril 2018).
Si vous disposez d'ouvrages ou d'articles de référence ou si vous connaissez des sites web de qualité traitant du thème abordé ici, merci de compléter l'article en donnant les références utiles à sa vérifiabilité et en les liant à la section « Notes et références ».
Le Conservatoire Botanique National & Centre Permanent d’Initiatives pour l'Environnement de Mascarin (CBN-CPIE Mascarin) est un conservatoire botanique national français installé dans les hauteurs de l'Ouest de La Réunion, précisément sur le territoire communal de Saint-Leu.
Situé au cœur d'un ancien domaine agricole créole aujourd'hui devenu Mascarin, Jardin Botanique de la Réunion géré par le Conseil départemental de la Réunion, le CBN-CPIE Mascarin a fêté ses 30 ans en 2016.

## Missions
Sa mission principale est la sauvegarde du patrimoine naturel réunionnais, à savoir la conservation et la préservation de la flore et ses habitats. Le CBN-CPIE Mascarin est également devenu au fil du temps un acteur d’aide à la décision en matière de développement et d’aménagement du territoire.
Les herbiers du CBNM constituent des outils  pour l’étude de la flore des îles de l’Océan indien : l’herbier de Mayotte (MAO), l’herbier des îles Éparses.

## Historique
Le Conservatoire Botanique national Mascarina  (CBN) est créé sous forme associative en septembre 1986 sous l’impulsion de botanistes, dont  Thérésien Cadet, et d’hommes politiques.  Le CBN - Centre Permanent d’Initiatives pour l’Environnement  (CPIE) reçoit pour la première fois en 1993  l’agrément des Conservatoires Botaniques Nationaux, agrément renouvelé tous les 5 ans. Cet agrément est une reconnaissance nationale de la mission de l’association en faveur des milieux naturels de la Réunion.
L’association a  intégré le réseau des Centres Permanents d’Initiatives pour l’Environnement (CPIE), regroupés en une Union Nationale (UNCPIE). Cet autre label national, unique en outremer, conforte et engage le CBN-CPIE Mascarin à prolonger et continuer à innover dans les domaines de l’éducation à l’environnement et de la valorisation locale et touristique du patrimoine végétal réunionnais.
En 2007, le CBN-CPIE Mascarin a vu son agrément en tant que CBN renouvelé et également étendu aux territoires de Mayotte et des îles Eparses, couvrant ainsi tous les territoires français du sud-ouest de l’océan indien.

## Spécimens
Mascarin, Jardin Botanique de la Réunion présente de nombreuses espèces endémiques de l'île telles que le latanier rouge (Latania lontaroides). On estime par exemple qu'il s'agit de la plus importante station susceptible d'abriter des salamides d'Augustine (Salamis augustina), des papillons d'une espèce extrêmement rare et menacée.

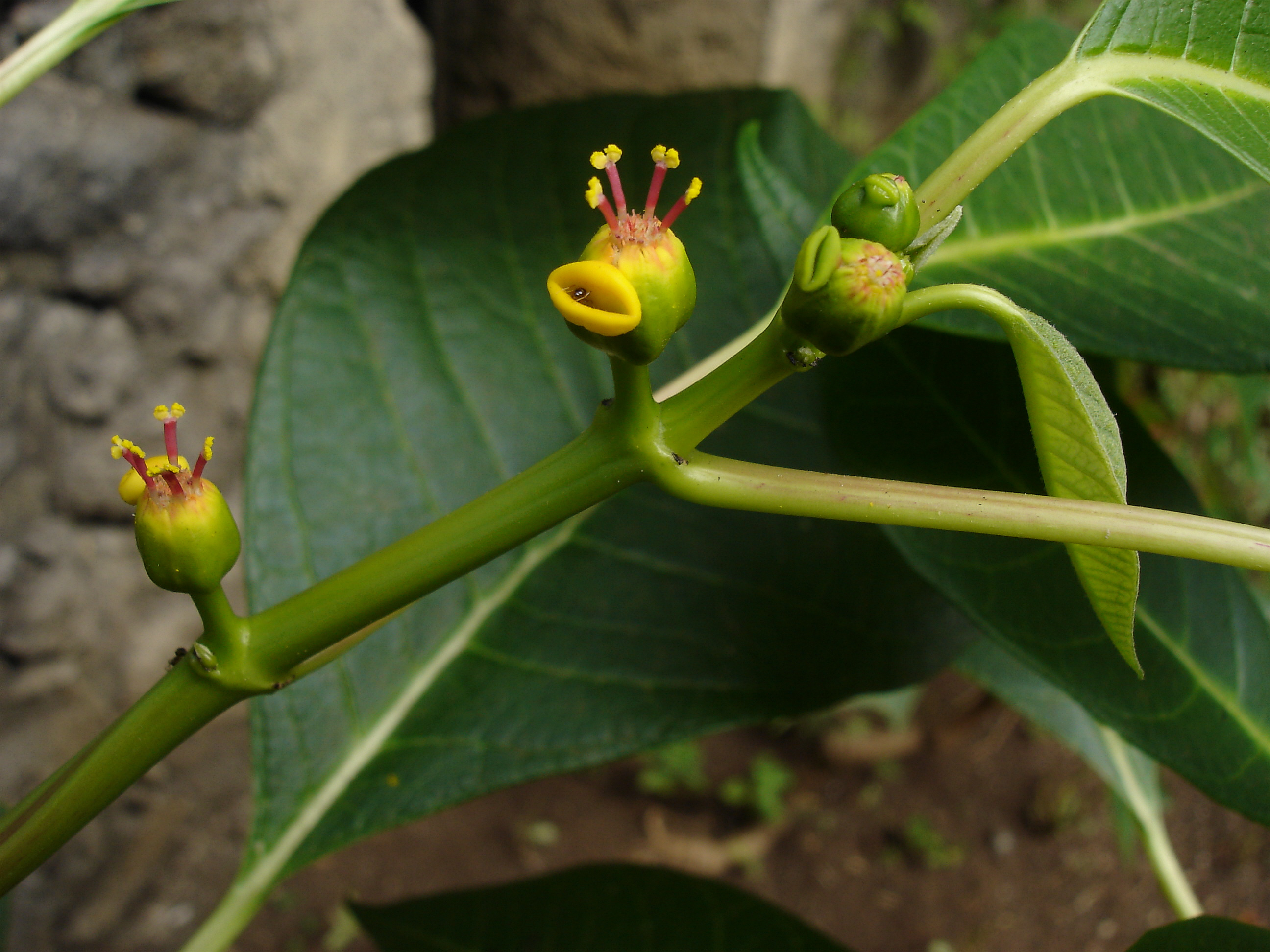
Une euphorbe à identifier, dans le jardin.
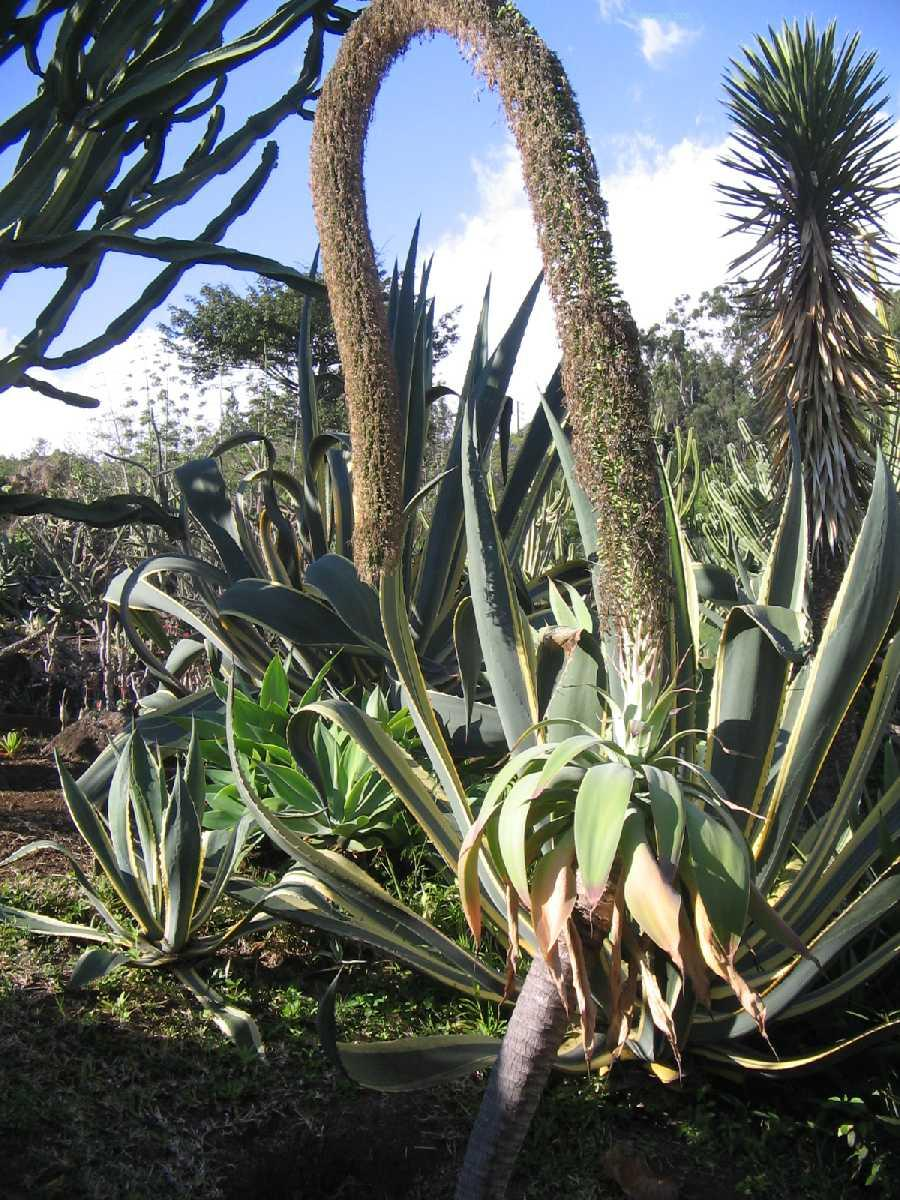
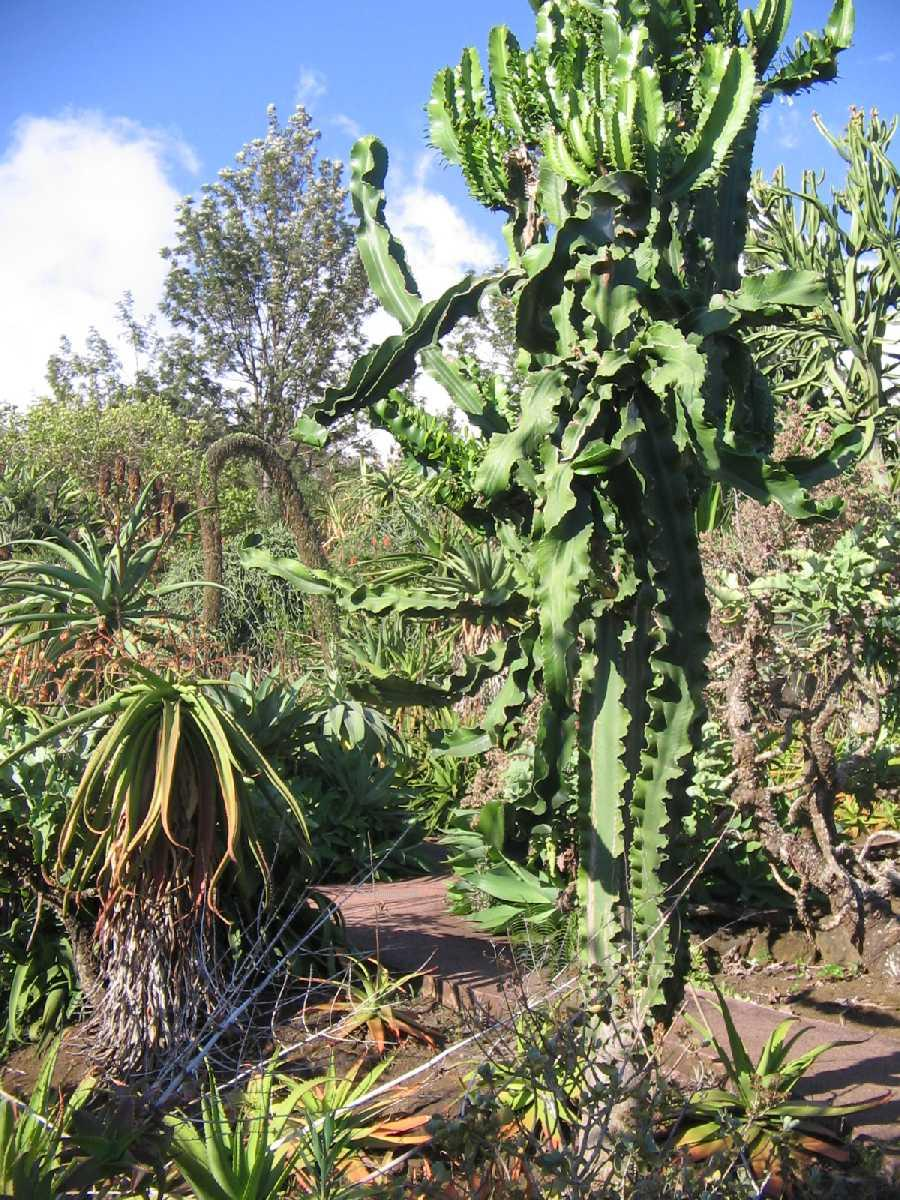
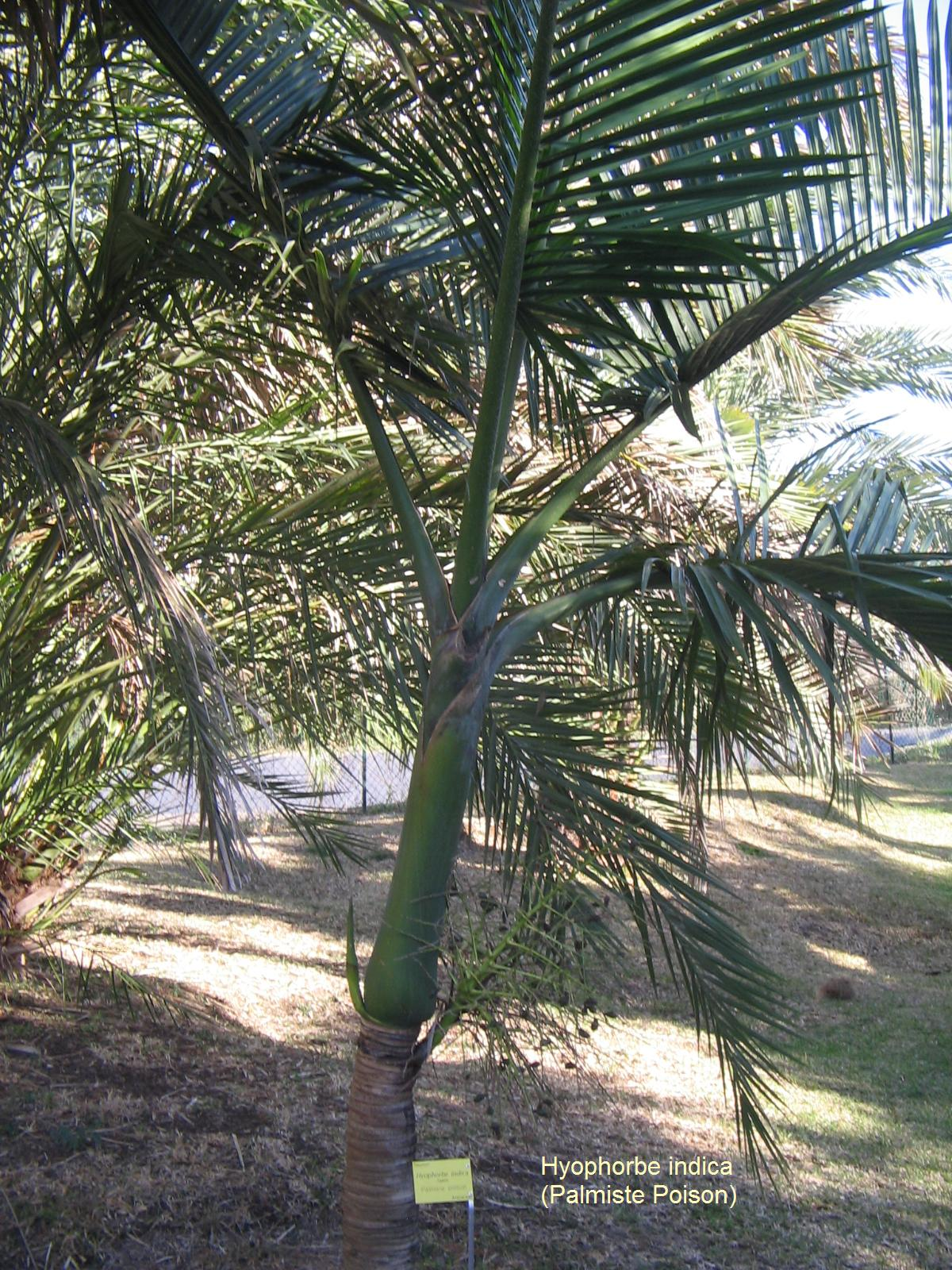
Hyophorbe indica

## Pour approfondir